# そこ曲がったら、櫻坂?
『そこ曲がったら、櫻坂?』（そこまがったら さくらざか）は、テレビ東京で2020年10月19日から毎週月曜日 0:50 - 1:20に放送されているバラエティ番組である。櫻坂46の冠番組。略称は「そこさく」。

## 概要
欅坂46の冠番組『欅って、書けない?』から、櫻坂46への改名に伴うリニューアル番組となり、グループとしての初冠番組となる。2020年10月19日（同18日深夜）の放送開始まで番組タイトルが発表されておらず、初回放送内で新番組のタイトルが『そこ曲がったら、櫻坂?』になることを発表した。前番組同様に新曲の選抜、フォーメーション発表をはじめ、グループの公式発表も当番組が担っている。
2021年4月5日から『GYAO!』にて放送終了後の毎週月曜日に独占見逃し配信が開始した。GYAO!では、本放送の配信開始を前に特別編として「そこさく大百科事典」が同年3月から配信されていた（後述）。加えて2021年10月4日放送分からは、ソフトバンクが運営する映像サービス「VR SQUARE」でも見逃し配信が開始された。
しかし、GYAO!のサービス自体が2023年3月31日で終了したため、同サービスにおける見逃し配信も同日17時をもって打ち切りとなった（なお、VR SQUAREでの見逃し配信は継続される。）。
同年9月20日、9月24日の放送回にて「VR SQUARE」での新規配信が終了することを発表。同年10月以降からは配信等はされていない。坂道シリーズの冠番組でも唯一テレビ東京しか放送されていない。また、前番組同様に唯一、Blu-rayの発売も行われていなかったが、2024年1月24日発売が決まった。
2024年3月12日に行われた「櫻坂46 4th  ARENA TOUR 2024 新・櫻前線 - Go on back? - 」の大阪城ホール公演内で、同年4月からNTTドコモが展開する映像サービス『Lemino』での見逃し配信が開始されることが発表。これに先駆け、同年3月22日から記念特番の配信が決定。なお、この記念番組に土田と澤部は出演せず、メンバーの武元唯衣と石森璃花がMCを務めた。さらに4月からは本編終了後の延長戦の新番組『ちょこさく』がスタートすることが発表された。記念特番同様、『ちょこさく』にも土田と澤部は出演せず、メンバーが交代でMCを務める。
同年4月8日（7日深夜）より放送時間を15分繰り下げて放送されている。

## 出演者

### レギュラー
2025年6月現在
- MC
  - 土田晃之
  - 澤部佑（ハライチ）
- 櫻坂46
  - 2期生：井上梨名、遠藤光莉、大園玲、大沼晶保、幸阪茉里乃、武元唯衣、田村保乃、藤吉夏鈴、増本綺良、松田里奈、森田ひかる、守屋麗奈、山﨑天
  - 3期生：石森璃花、遠藤理子、小田倉麗奈、小島凪紗、谷口愛季、中嶋優月、的野美青、向井純葉、村井優、村山美羽、山下瞳月
  - 4期生：浅井恋乃未、稲熊ひな、勝又春、佐藤愛桜、中川智尋、松本和子、目黒陽色、山川宇衣、山田桃実

過去の出演者
- 櫻坂46
  - 1期生：守屋茜[注 4]、渡辺梨加[注 4]、渡邉理佐[注 5]、原田葵[注 6]、尾関梨香[注 7]、菅井友香[注 8]、土生瑞穂[注 9]、小林由依[注 10]、上村莉菜[注 11]、齋藤冬優花[注 12]、小池美波[注 13]
  - 2期生：松平璃子[注 14]、関有美子[注 15]

### ゲスト
- 濱口善幸 - 第3回「櫻坂46決起集会! 新グループについていろいろ考えよう後半」[† 1]、第64回「2022年新春! 櫻坂46すごろく大会! 後半」[† 2]に出演、第116回「祝! 2023年ピョンピョン新年会!!（3）」[† 3]。
- 山岸慎英、井ノ口信明（山岳ガイド） - 第7回・第8回「櫻坂46 1stシングルヒット祈願 前半・後半」にVTR出演[† 4][† 5]。
- 須田拓也（パップコーン）、青木泰寛（セイシュン・ダーツ）、サンシャイン池崎- 第30回「祝澤部35! 澤部王決定戦!!」にVTR出演[† 6]。
- 岩井勇気（ハライチ）- 第30回「祝澤部35! 澤部王決定戦!!」にVTR出演[† 6]、第72回・第73回「私しか知らないメンバークイズ! 前半・後半」・第74回「目指せ連載!櫻撮」にMC代理[† 7][† 8][† 9]。
- 大久保佳代子（オアシズ） - 第35回・第36回「もっと知りたい 番組盛り上げテクニック講座 前半・後半」[† 10][† 11]。
- 谷+1。 - 第39回「みんなの絆で差し入れゲット! BACKSメンバー一致団結ゲーム 後半」[† 12]。
- とようけ綱引クラブ - 第39回「みんなの絆で差し入れゲット! BACKSメンバー一致団結ゲーム 後半」[† 12]。
- 滝田奈緒子（足つぼ三銃士） - 第44回・第45回「思い出クイズ2期生だって忘れてたらショック 前半・後半」[† 13][† 14]。
- 亜門虹彦 - 第69回「これって変ですか? 私の怖いものベスト10」[† 15]。
- 十文字幻斎（催眠エンターテイナー）- 第78回「催眠術でNG克服企画」[† 16]。
- 佐々木久美（日向坂46） - 第82回「渡邉理佐 卒業お祝い企画! 後半」VTR出演[† 17]。
- 長濱ねる（元欅坂46） - 第82回「渡邉理佐 卒業お祝い企画! 後半」VTR出演[† 17]。
- TAKAHIRO（振付師） - 第82回「渡邉理佐 卒業お祝い企画! 後半」VTR出演[† 17]。
- 市川美余（カーリング女子 元日本代表） - 第154回「櫻坂46 7thシングル「承認欲求」ヒット祈願」VTR出演[† 18]。
- 園部日向子（GRANDIR） - 第154回「櫻坂46 7thシングル「承認欲求」ヒット祈願」VTR出演[† 18]。
- CRAZY COCO - 第156回、第157回「世界に羽ばたけ!! チーム対抗英語バトル」スタジオゲスト(英語指導)[† 19][† 20]。
- 野口さん（釣り船 かめだや） - 第171回「櫻坂46 8thシングル「何歳の頃に戻りたいのか?」ヒット祈願」[† 21]。
- 坂本元太（山岳ガイド） - 第189回「櫻坂46 9thシングル「自業自得」ヒット祈願」[† 22]。
- サンシャイン池崎 -  第227回「最後の一期生 小池美波の卒業をお祝いしよう!」[† 23]。

## 企画
ヒット祈願
櫻坂46のシングルが発売される際に、そのヒットを祈願して櫻坂46メンバーが様々なことに挑戦する。
|      | 放送日                  | 回        | ヒット祈願内容                                                                       |
| ---- | ----------------------- | --------- | ------------------------------------------------------------------------------------ |
| 1st  | 2020年 11月30日 12月7日 | #7 #8     | 櫻エイトの8人が金櫻神社の御神体がある金峰山の頂上を目指して修行登山をした。          |
| 2nd  | 2021年 4月12日          | #25       | 福聚山東海寺でキャプテンの菅井友香と副キャプテンの松田里奈が1泊2日のお寺修行をした。 |
| 3rd  | 10月11日 10月18日       | #51 #52   | 櫻エイトの8人が、空中ブランコの技「ニーハングキャッチ」に挑戦する。                  |
| 4th  | 2022年 4月4日           | #75       | 弓道で3人が連続的にヒット。                                                          |
| 5th  | 2023年 2月13日 2月20日  | #119 #120 | 静岡県沼津で松田と守屋麗奈が、0地点からコツコツと!頂上を目指して駆け上れ!。          |
| 6th  | 6月26日                 | #138      | 10ミッション 15人で連続成功チャレンジ。                                              |
| 7th  | 10月16日                | #154      | カーリングで日本の中心を目指せ!。                                                    |
| 8th  | 2024年 2月19日          | #171      | 東京湾でドラゴンを釣り上げろ!。                                                      |
| 9th  | 2024年 6月24日 7月1日   | #189      | 3期生全員で権現岳の山頂を目指す!。                                                   |
| 10th | 10月21日 10月28日       | #206 #207 | 的野と山下の2人で東京十社めぐり。                                                    |
| 11th | 2025年 2月17日          | #222      | 石森と村井の2人でフリースタイルバスケ。                                              |
| 12th | 6月23日                 | #240      | 巨大アートに挑戦。                                                                   |

学力テスト
中学生レベルの事前テスト(各教科20点満点)を行い、収録で各教科におけるメンバーの良い解答の発表、そして5教科総合ランキングを発表する。その後ランキングの上位5人と下位5人で早押しクイズを行い、インテリ女王とおバカ女王を決める。
第32回・33回・34回（2021年5月31日・6月7日・14日）に放送された。早押しクイズの結果、インテリ女王は原田葵、おバカ女王は渡辺梨加になった。
第140回・141回（2023年7月10日・17日）に放送された。早押しクイズの結果、インテリ女王は武元唯衣、おバカ女王は村山美羽になった。
幸阪茉里乃DEATHゲーム
幸阪がマリノ様としてゲームマスターを、増本と村山がアシスタントとして進行を担当する。メンバーが3つのブロックに分かれ、ブロックによって異なる競技に挑戦し、勝者1名のみが決勝戦に進出。なお、敗退者はその都度罰ゲームが執行されゲームから脱落となる。罰ゲームの内容もブロックによって異なる。ちなみに各競技や罰ゲームはマリノ様の特技や苦手な物、マリノ様の出身地である三重県の名所や名物にちなんだ物となっている。決勝戦の勝者が最後にマリノ様と1対1の直接対決を行い、勝利できれば三重県名産の伊勢海老と松阪牛のセットが贈られる。

## 放送日程
2020年、2021年、2022年、2023年、2024年、2025年

### 2020年
| 回 | 放送日   | 放送内容                                               | スタジオライブ                   | 備考 |
| -- | -------- | ------------------------------------------------------ | -------------------------------- | ---- |
| 1  | 10月19日 | 櫻坂46の新番組がスタートしました！ 1stシングル選抜発表 | -                                |      |
| 2  | 10月26日 | 櫻坂46決起集会！新グループについていろいろ考えよう前半 | -                                |      |
| 3  | 11月02日 | 櫻坂46決起集会！新グループについていろいろ考えよう後半 | -                                |      |
| 4  | 11月09日 | 新センター森田ひかるをもっと光らせよう！！             | -                                |      |
| 5  | 11月16日 | グループの壁を取っ払え！櫻坂46三つ巴バトル！前半       | -                                |      |
| 6  | 11月23日 | グループの壁を取っ払え！櫻坂46三つ巴バトル！後半       | -                                |      |
| 7  | 11月30日 | 櫻坂46 1stシングルヒット祈願キャンペーン！前半         | -                                |      |
| 8  | 12月07日 | 櫻坂46 1stシングルヒット祈願キャンペーン！後半         | Nobody's fault                   |      |
| 9  | 12月14日 | 1stシングルを盛り上げよう! Nobody's faultゲーム 前編   | 最終の地下鉄に乗って             |      |
| 10 | 12月21日 | 1stシングルを盛り上げよう! Nobody's faultゲーム 後編   | Buddies                          |      |
| 11 | 12月28日 | 2020年を振り返ろう！大清算スペシャル                   | なぜ 恋をして来なかったんだろう? |      |

### 2021年
| 回 | 放送日   | 放送内容                                                              | スタジオライブ         | 備考      |
| -- | -------- | --------------------------------------------------------------------- | ---------------------- | --------- |
| 12 | 01月11日 | お年玉大盤振る舞い! 櫻坂46大新年会 前編                               | ブルームーンキス       |           |
| 13 | 01月18日 | お年玉大盤振る舞い! 櫻坂46大新年会 中編                               | 半信半疑               |           |
| 14 | 01月25日 | お年玉大盤振る舞い! 櫻坂46大新年会 後編                               | Plastic regret         |           |
| 15 | 02月01日 | 櫻坂46 センス女王決定戦 前編                                          | -                      |           |
| 16 | 02月08日 | 櫻坂46 センス女王決定戦 中編                                          | -                      |           |
| 17 | 02月15日 | 櫻坂46 センス女王決定戦 後編                                          | -                      |           |
| 18 | 02月22日 | ブルームーンキス選手権!!                                              | -                      | [ 注 19 ] |
| 19 | 03月01日 | 櫻坂46モテメンバーグランプリ!!前半 2ndシングル選抜発表                | -                      |           |
| 20 | 03月08日 | 櫻坂46モテメンバーグランプリ!!後半                                    | -                      |           |
| 21 | 03月15日 | 祝 義務教育終了 天ちゃんの中学卒業をみんなでお祝いしよう! 前半        | -                      |           |
| 22 | 03月22日 | 祝 義務教育終了 天ちゃんの中学卒業をみんなでお祝いしよう! 後半        | -                      |           |
| 23 | 03月29日 | 新年会の賞品をMCからもらっちゃおう!                                   | -                      |           |
| 24 | 04月05日 | 不良品大放出 櫻坂46 SHOP CHANNEL                                      | -                      |           |
| 25 | 04月12日 | 2ndシングルヒット祈願キャンペーン                                     | -                      |           |
| 26 | 04月19日 | まだ出していない 私の一面発表会 前半戦                                | BAN                    |           |
| 27 | 04月26日 | まだ出していない 私の一面発表会 後半戦                                | 偶然の答え             |           |
| 28 | 05月03日 | あの子のレア情報教えます!櫻坂ここだけの話! 前半戦                     | 思ったよりも寂しくない |           |
| 29 | 05月10日 | あの子のレア情報教えます!櫻坂ここだけの話! 後半戦                     | 君と僕と洗濯物         |           |
| 30 | 05月17日 | 祝澤部35! 澤部王決定戦!!                                              | Microscope             |           |
| 31 | 05月24日 | BANする?BANしない?やめられないこと発表会!                             | それが愛なのね         |           |
| 32 | 05月31日 | 最新版 櫻坂46 学力ランキング!!（1）                                   | 櫻坂の詩               |           |
| 33 | 06月07日 | 最新版 櫻坂46 学力ランキング!!（2）                                   | -                      |           |
| 34 | 06月14日 | 最新版 櫻坂46 学力ランキング!! （3）                                  | -                      |           |
| 35 | 06月21日 | もっと知りたい 番組盛り上げテクニック講座 前半戦                      | -                      |           |
| 36 | 06月28日 | もっと知りたい 番組盛り上げテクニック講座 後半戦                      | -                      |           |
| 37 | 07月05日 | 声の引き出しが多いのは誰?声優適性チェック!                            | -                      |           |
| 38 | 07月12日 | みんなの絆で差し入れゲット! BACKSメンバー一致団結ゲーム 前半          | -                      |           |
| 39 | 07月19日 | みんなの絆で差し入れゲット! BACKSメンバー一致団結ゲーム 後半          | -                      |           |
| 40 | 07月26日 | 突き抜けろ!! 私だけのマニアックなあれこれ                             | -                      |           |
| 41 | 08月02日 | あの子のアレに困ってます！メンバー内クレーム目安箱                    | -                      |           |
| 42 | 08月09日 | 学力テストは関係ない 地頭クイーン決定戦 前半戦 3rdシングル選抜発表    | -                      |           |
| 43 | 08月16日 | 学力テストは関係ない 地頭クイーン決定戦 後半戦                        | -                      |           |
| 44 | 08月23日 | 思い出クイズ2期生だって忘れてたらショック 前半                        | -                      | [ 注 20 ] |
| 45 | 08月30日 | 思い出クイズ2期生だって忘れてたらショック 後半                        | -                      |           |
| 46 | 09月06日 | 一般感覚クイーン決定戦                                                | -                      |           |
| 47 | 09月13日 | 新センター田村保乃の人生を一歩目から知ろう! 前半                      | -                      |           |
| 48 | 09月20日 | 新センター田村保乃の人生を一歩目から知ろう! 後半                      | -                      |           |
| 48 | 09月20日 | 食欲の秋 どっちのグルメプレゼンショー 前半                            | -                      |           |
| 49 | 09月27日 | 食欲の秋 どっちのグルメプレゼンショー 後半                            | -                      |           |
| 50 | 10月04日 | これってやっぱり変ですか? 私のちょっとヤバイ一面                      | -                      |           |
| 51 | 10月11日 | 3rd シングルヒット祈願 前半                                           | -                      |           |
| 52 | 10月18日 | 3rd シングルヒット祈願 後半                                           | -                      |           |
| 53 | 10月25日 | まだまだあった 私のちょっとヤバイ一面                                 | 流れ弾                 |           |
| 54 | 11月01日 | 勝手にリクエスト!!櫻坂46ハロウィン選手権                              | Dead end               |           |
| 55 | 11月08日 | 第1回 櫻坂46あるある発表会 前半                                       | 無言の宇宙             |           |
| 56 | 11月15日 | 第1回 櫻坂46あるある発表会 後半                                       | -                      |           |
| 57 | 11月22日 | これなら私がNo.1 クイーン立候補                                       | -                      |           |
| 58 | 11月29日 | 祝!櫻坂46 1周年 メンバーのスマホ写真で櫻坂46の1周年を振り返ろう! 前半 | -                      |           |
| 59 | 12月06日 | 祝!櫻坂46 1周年 メンバーのスマホ写真で櫻坂46の1周年を振り返ろう! 後半 | -                      |           |
| 60 | 12月13日 | 櫻坂46 歳忘れ大運動会 前半                                            | -                      |           |
| 61 | 12月20日 | 櫻坂46 歳忘れ大運動会 後半                                            | -                      |           |
| 62 | 12月27日 | 約6年半お疲れさま! 守屋茜&渡辺梨加 卒業企画                           | -                      | [ 注 21 ] |

### 2022年
| 回  | 放送日   | 放送内容                                                                    | スタジオライブ | 備考      |
| --- | -------- | --------------------------------------------------------------------------- | -------------- | --------- |
| 63  | 01月10日 | 2022年新春! 櫻坂46すごろく大会! 前半                                        | -              |           |
| 64  | 01月17日 | 2022年新春! 櫻坂46すごろく大会! 後半                                        | -              |           |
| 65  | 01月24日 | 祝!新成人メンバー大人力チェック! 前半                                       | -              |           |
| 66  | 01月31日 | 祝!新成人メンバー大人力チェック! 後半                                       | -              |           |
| 67  | 02月07日 | 私たちにだってやらせて! 二期生バレンタイン妄想告白 前半                     | -              |           |
| 68  | 02月14日 | 私たちにだってやらせて! 二期生バレンタイン妄想告白 後半 4thシングル選抜発表 | -              |           |
| 69  | 02月21日 | これって変ですか? 私の怖いものベスト10                                      | -              |           |
| 70  | 02月28日 | 照れずに伝えよう あの人に感謝したいデー                                     | -              |           |
| 71  | 03月07日 | 緊急企画! ツッチー&澤部が選ぶもう一度観たい神シーン&迷場面大放出スペシャル  | -              | [ 注 22 ] |
| 72  | 03月14日 | 私しか知らないメンバークイズ! 前半                                          | -              | [ 注 23 ] |
| 73  | 03月21日 | 私しか知らないメンバークイズ! 後半                                          | -              | [ 注 23 ] |
| 74  | 03月28日 | 目指せ連載!櫻撮                                                             | -              | [ 注 23 ] |
| 75  | 04月04日 | 櫻坂46 4thシングル「五月雨よ」 ヒット祈願                                   | -              |           |
| 76  | 04月11日 | 演技で騙せ チーム対抗ウルフクイーン選手権 前半                              | -              |           |
| 77  | 04月18日 | 演技で騙せ チーム対抗ウルフクイーン選手権 後半                              | 五月雨よ       |           |
| 78  | 04月25日 | 催眠術でNG克服企画                                                          | 僕のジレンマ   |           |
| 79  | 05月02日 | 増本キラキラプレゼントショー                                                | 車間距離       |           |
| 80  | 05月09日 | 私にも語らせて! 好きの熱量プレゼンショー!                                   | -              |           |
| 81  | 05月16日 | 渡邉理佐 卒業お祝い企画! 前半                                               | -              |           |
| 82  | 05月23日 | 渡邉理佐 卒業お祝い企画! 後半                                               | -              | [ 注 24 ] |
| 83  | 05月30日 | 第二回 私にも語らせて! 好きの熱量プレゼンショー!                            | -              |           |
| 84  | 06月06日 | 実はまだあるでしょ? メンバーエピソード吸い上げまショー!                     | -              |           |
| 85  | 06月13日 | 一斉調査! 櫻坂46なんでもランキング！                                        | -              | [ 注 25 ] |
| 86  | 06月20日 | 井上プレゼンツ! 味覚音痴クイーン決定戦!                                     | -              |           |
| 87  | 06月27日 | 隠れたスターを探せ! 三つ巴クイズバトル! 前半                                | -              |           |
| 88  | 07月04日 | 隠れたスターを探せ! 三つ巴クイズバトル! 後半                                | -              |           |
| 89  | 07月11日 | 第2回 一斉調査! 櫻坂46なんでもランキング!                                   | -              |           |
| 90  | 07月18日 | 櫻坂46 THE夏MATCH!!                                                         | -              |           |
| 91  | 07月25日 | 櫻坂46 THE夏MATCH!!（2）                                                    | -              |           |
| 92  | 08月01日 | 櫻坂46 THE夏MATCH!!（3）                                                    | -              |           |
| 93  | 08月08日 | アルバム発売記念! 櫻坂46MVを振り返ろう! 前半                                | -              |           |
| 94  | 08月15日 | アルバム発売記念! 櫻坂46MVを振り返ろう! 後半                                | -              |           |
| 95  | 08月22日 | 私が人生で学んだ格言発表会! 前半戦                                          | -              |           |
| 96  | 08月29日 | 私が人生で学んだ格言発表会! 後半戦                                          | -              |           |
| 97  | 09月05日 | メンバー褒め褒め企画! それ私です! 前半戦                                    | -              |           |
| 98  | 09月12日 | メンバー褒め褒め企画! それ私です! 後半戦                                    | -              | [ 注 26 ] |
| 99  | 09月19日 | 幸阪茉里乃DEATHゲーム! 前半戦                                               | -              |           |
| 100 | 09月26日 | 幸阪茉里乃DEATHゲーム! 後半戦                                               | -              |           |
| 101 | 10月03日 | 秋の絵心チェック! 前半戦                                                    | -              | [ 注 27 ] |
| 102 | 10月10日 | 秋の絵心チェック! 後半戦                                                    | -              |           |
| 103 | 10月17日 | 新たな三姉妹発掘企画 前半戦                                                 | -              |           |
| 104 | 10月24日 | 新たな三姉妹発掘企画 後半戦                                                 | -              |           |
| 105 | 10月31日 | メンバー直伝!食べ合わせグルメ!                                              | -              | [ 注 28 ] |
| 106 | 11月07日 | 7年間お疲れ様! 菅井友香の卒業を祝う会 前半戦                                | -              |           |
| 107 | 11月14日 | 7年間お疲れ様! 菅井友香の卒業を祝う会 後半戦                                | -              | [ 注 29 ] |
| 108 | 11月21日 | 読書の秋 私の人生を作った本プレゼンショー! 前半                             | -              |           |
| 109 | 11月28日 | 読書の秋 私の人生を作った本プレゼンショー! 後半                             | -              |           |
| 109 | 11月28日 | QOL爆上げ↗ 私のおうちアイテムコレクション 前半                              | -              |           |
| 110 | 12月05日 | QOL爆上げ↗ 私のおうちアイテムコレクション 後半                              | -              |           |
| 111 | 12月12日 | 櫻坂46ヒット番付2022 前半                                                   | -              |           |
| 112 | 12月19日 | 櫻坂46ヒット番付2022 後半                                                   | -              |           |
| 113 | 12月26日 | 2022年を振り返ろう!大清算スペシャル 5thシングル選抜発表                     | -              |           |

### 2023年
| 回  | 放送日   | 放送内容                                                    | スタジオライブ | 備考                |
| --- | -------- | ----------------------------------------------------------- | -------------- | ------------------- |
| 114 | 01月09日 | 祝! 2023年ピョンピョン新年会!!（1）                         | -              |                     |
| 115 | 01月16日 | 祝! 2023年ピョンピョン新年会!!（2）                         | -              |                     |
| 116 | 01月23日 | 祝! 2023年ピョンピョン新年会!!（3）                         | -              |                     |
| 117 | 01月30日 | 新キャプテン就任記念! 松田里奈を知り尽くそう!               | -              |                     |
| 118 | 02月06日 | これを食べれば心もぽかぽか！冬のグルメプレゼンショー        | -              |                     |
| 119 | 02月13日 | 櫻坂46 5thシングル「桜月」ヒット祈願 前半                   | -              |                     |
| 120 | 02月20日 | 櫻坂46 5thシングル「桜月」ヒット祈願 後半                   | -              |                     |
| 121 | 02月27日 | 三期生が入る前に黒歴史整理整頓しときまショー!               | -              |                     |
| 122 | 03月06日 | ドキドキの初登場! 櫻坂三期生さんいらっしゃい!（1）          | 桜月           |                     |
| 123 | 03月13日 | ドキドキの初登場! 櫻坂三期生さんいらっしゃい!（2）          | Cool           |                     |
| 124 | 03月20日 | ドキドキの初登場! 櫻坂三期生さんいらっしゃい!（3）          | 夏の近道       |                     |
| 125 | 03月27日 | 答えたら正解! 積極性クイズ 前半                             | -              |                     |
| 126 | 04月03日 | 答えたら正解! 積極性クイズ 後半                             | -              |                     |
| 127 | 04月10日 | 先輩にハマれ！魁!!きらこ塾! 前半                            | -              |                     |
| 128 | 04月17日 | 先輩にハマれ！魁!!きらこ塾! 後半                            | -              |                     |
| 129 | 04月24日 | 目指せホワイト化! 春の職場環境アップ交渉会                  | -              |                     |
| 130 | 05月01日 | 一般レベルよりすごい特技発表会                              | -              | [ 注 30 ] [ 注 31 ] |
| 131 | 05月08日 | 三期生運動能力チェック 前半                                 | -              |                     |
| 132 | 05月15日 | 三期生運動能力チェック 後半                                 | -              |                     |
| 133 | 05月22日 | 私の輝かしい受賞遍歴ショー!!                                | -              | [ 注 32 ]           |
| 134 | 05月29日 | 三期生リアクションチェック! 前半 6thシングル選抜発表        | -              |                     |
| 135 | 06月05日 | 三期生リアクションチェック! 後半                            | -              |                     |
| 136 | 06月12日 | 目指せ! アカデミー女優! 櫻坂46演技力チェック! 前半          | -              | [ 注 33 ]           |
| 137 | 06月19日 | 目指せ! アカデミー女優! 櫻坂46演技力チェック! 後半          | -              | [ 注 34 ]           |
| 138 | 06月26日 | 櫻坂46 6thシングル「Start over!」ヒット祈願                 | -              |                     |
| 139 | 07月03日 | 滋賀ロケ選抜決定戦                                          | -              |                     |
| 140 | 07月10日 | 櫻坂46 学力ランキング! 前半                                 | -              |                     |
| 141 | 07月17日 | 櫻坂46 学力ランキング! 後半                                 | -              |                     |
| 142 | 07月24日 | 櫻坂46 クイズ! わかって当然これ先輩の何ランキング? 前半     | Start over!    |                     |
| 143 | 07月31日 | 櫻坂46 クイズ! わかって当然これ先輩の何ランキング? 後半     | 静寂の暴力     |                     |
| 144 | 08月07日 | ねぇ聞いて!私の方言発表会! 前半                             | ドローン旋回中 |                     |
| 145 | 08月14日 | ねぇ聞いて!私の方言発表会! 後半                             | -              |                     |
| 146 | 08月21日 | 三期生をもっと知りたい! 家族アンケート! 前半                | -              |                     |
| 147 | 08月28日 | 三期生をもっと知りたい! 家族アンケート! 後半                | -              |                     |
| 148 | 09月04日 | 武元プレゼンツ！ 滋賀大満喫ツアー！ 前半                    | -              | [ 注 35 ]           |
| 149 | 09月11日 | 武元プレゼンツ！ 滋賀大満喫ツアー！ 後半                    | -              | [ 注 35 ]           |
| 150 | 09月18日 | 体力なら負けないぞ！下克上バトル！ 前半 7thシングル選抜発表 | -              | [ 注 36 ]           |
| 151 | 09月25日 | 体力なら負けないぞ！下克上バトル！ 後半                     | -              |                     |
| 152 | 10月02日 | 第二回地元プレゼン大会                                      | -              | [ 注 36 ] [ 注 37 ] |
| 153 | 10月09日 | 第1回 櫻坂46ヘアアレンジアワード                            | -              |                     |
| 154 | 10月16日 | 櫻坂46 7thシングル「承認欲求」ヒット祈願                    | -              |                     |
| 155 | 10月23日 | 櫻坂46 初の世界ツアーの裏側見せちゃおー!!                   | 承認欲求       |                     |
| 156 | 10月30日 | 世界に羽ばたけ!! チーム対抗英語バトル 前半                  | -              | [ 注 38 ]           |
| 157 | 11月06日 | 世界に羽ばたけ!! チーム対抗英語バトル 後半                  | -              |                     |
| 158 | 11月13日 | 櫻坂46 センス女王決定戦 前半                                | -              |                     |
| 159 | 11月20日 | 櫻坂46 センス女王決定戦 後半                                | -              | [ 注 39 ]           |
| 160 | 11月27日 | 帰ってきた 幸阪茉里乃DEATHゲームSEASON2 前半                | -              |                     |
| 161 | 12月04日 | 帰ってきた 幸阪茉里乃DEATHゲームSEASON2 後半                | -              |                     |
| 162 | 12月11日 | 三期生の疑問解決 そこさく学級会!                            | -              |                     |
| 163 | 12月18日 | 櫻坂46ヒット番付2023 前半                                   | -              | [ 注 40 ]           |
| 164 | 12月25日 | 櫻坂46ヒット番付2023 後半                                   | -              |                     |

### 2024年
| 回  | 放送日   | 放送内容                                                               | スタジオライブ | 備考                              |
| --- | -------- | ---------------------------------------------------------------------- | -------------- | --------------------------------- |
| 165 | 01月08日 | クールvsぶりっ子 新春!チーム対抗バトル! 前半                           | -              |                                   |
| 166 | 01月15日 | クールvsぶりっ子 新春!チーム対抗バトル! 後半                           | -              |                                   |
| 167 | 01月22日 | 8年間お疲れ様! 小林由依の卒業をお祝いしよう！ 前半 8thシングル選抜発表 | -              |                                   |
| 168 | 01月29日 | 8年間お疲れ様! 小林由依の卒業をお祝いしよう！ 後半                     | -              | [ 注 41 ]                         |
| 169 | 02月05日 | 櫻坂46 二代目イケメンオーディション                                    | -              |                                   |
| 170 | 02月12日 | 櫻坂46 カメラロール美少女コンテスト                                    | -              |                                   |
| 171 | 02月19日 | 櫻坂46 8thシングル「何歳の頃に戻りたいのか?」ヒット祈願                | -              |                                   |
| 172 | 02月26日 | 櫻坂46 8thシングルMV掘り下げ企画                                       | -              |                                   |
| 173 | 03月04日 | 櫻坂46 末っ子イメージアップ企画 前半                                   | -              |                                   |
| 174 | 03月11日 | 櫻坂46 末っ子イメージアップ企画 後半                                   | -              |                                   |
| 175 | 03月18日 | 櫻坂46 チーム対抗音楽バトル 前半                                       | -              |                                   |
| 176 | 03月25日 | 櫻坂46 チーム対抗音楽バトル 後半                                       | -              |                                   |
| 177 | 04月01日 | お弁当告白選手権                                                       | -              |                                   |
| 178 | 04月08日 | 帰ってきた チーム対抗 ウルフクイーン選手権 前半                        | -              |                                   |
| 179 | 04月15日 | 帰ってきた チーム対抗 ウルフクイーン選手権 後半                        | -              |                                   |
| 180 | 04月22日 | 三期生 私って何キャラ？ランキング                                      | -              |                                   |
| 181 | 04月29日 | ツアーの裏側ゆるスクープ大賞!!                                         | -              |                                   |
| 182 | 05月06日 | 三期生私って何キャラ?ランキング 第二弾 前半                            | -              |                                   |
| 183 | 05月13日 | 三期生私って何キャラ?ランキング 第二弾 後半                            | -              |                                   |
| 184 | 05月20日 | 祝38歳! 澤部フェス2024 9thシングル選抜発表                             | -              |                                   |
| 185 | 05月27日 | 教えて！趣味嗜好Q&A                                                    | -              |                                   |
| 186 | 06月02日 | 三期生私って何キャラ？ランキング第四弾                                 | -              |                                   |
| 187 | 06月10日 | 先輩の顔マモリビトチャレンジ！！ 前半                                  | -              |                                   |
| 188 | 06月17日 | 先輩の顔マモリビトチャレンジ！！ 後半                                  | -              |                                   |
| 189 | 06月24日 | 櫻坂46 9thシングル「自業自得」ヒット祈願 前半                          | -              |                                   |
| 190 | 07月01日 | 櫻坂46 9thシングル「自業自得」ヒット祈願 後半                          | -              |                                   |
| 191 | 07月08日 | 新センター山下瞳月の「かかってこんかい！」                             | -              |                                   |
| 192 | 07月15日 | おい！櫻坂46 全力で声出せんのか！                                      | -              |                                   |
| 193 | 07月22日 | 得意ジャンルで挑め！櫻坂46VSクイズ王バトル 前半                        | -              |                                   |
| 194 | 07月29日 | 得意ジャンルで挑め！櫻坂46VSクイズ王バトル 後半                        | -              |                                   |
| 195 | 08月05日 | 櫻坂46真夏の大運動会！！ 前半                                          | -              |                                   |
| 196 | 08月12日 | 櫻坂46真夏の大運動会！！ 後半                                          | -              |                                   |
| 197 | 08月19日 | 三期生真夏の胸キュングランプリ！ 前半                                  | -              |                                   |
| 198 | 08月26日 | 三期生真夏の胸キュングランプリ！ 後半                                  | -              |                                   |
| 199 | 09月02日 | ツッチー52歳 ハピバフェス2024                                          | -              |                                   |
| 200 | 09月09日 | 櫻坂バスケ部！部員緊急募集！                                           | -              |                                   |
| 201 | 09月16日 | これなら私も負けへんで! 根拠のない自信バトル                           | -              |                                   |
| 202 | 09月23日 | プライベート おでかけダイアリー 10thシングル選抜発表                   | -              |                                   |
| 203 | 09月30日 | 運動会ご褒美企画！                                                     | -              |                                   |
| 204 | 10月07日 | 広島ロケ選抜決定戦 前半                                                | -              |                                   |
| 205 | 10月14日 | 広島ロケ選抜決定戦 後半                                                | -              | [ 注 42 ]                         |
| 206 | 10月21日 | 櫻坂46 10thシングル「I want tomorrow to come」ヒット祈願 前半          | -              |                                   |
| 207 | 10月28日 | 櫻坂46 10thシングル「I want tomorrow to come」ヒット祈願 後半          | -              | 1:38 - 2:08に放送（48分繰り下げ） |
| 208 | 11月04日 | どんなアイドルになりたいの！？穴埋めアンケート                         | -              |                                   |
| 209 | 11月11日 | 今こそ一致団結！二期生決起集会！前半                                   | -              |                                   |
| 210 | 11月18日 | 今こそ一致団結！二期生決起集会！後半                                   | -              |                                   |
| 211 | 11月25日 | 50-50チャレンジ                                                        | -              |                                   |
| 212 | 12月02日 | 一・二期生VS三期生 研ぎ澄ませ！味覚バトル！ 前半                       | -              |                                   |
| 213 | 12月09日 | 一・二期生VS三期生 研ぎ澄ませ！味覚バトル！後半                        | -              | [ 注 44 ]                         |
| 214 | 12月16日 | 櫻坂46ヒット番付2024 前半                                              | -              |                                   |
| 215 | 12月23日 | 櫻坂46ヒット番付2024 後半                                              | -              |                                   |

### 2025年
| 回  | 放送日   | 放送内容                                                    | スタジオライブ | 備考                               |
| --- | -------- | ----------------------------------------------------------- | -------------- | ---------------------------------- |
| 216 | 01月06日 | 2025年もってるクイーン                                      | -              |                                    |
| 217 | 01月13日 | 森田軍vs藤吉軍 へびガールバトル                             | -              |                                    |
| 218 | 01月20日 | 櫻坂46個人的この〇〇がスゴい！ 前半 11thシングル選抜発表    | -              |                                    |
| 219 | 01月27日 | 櫻坂46個人的この〇〇がスゴい！ 後半                         | -              |                                    |
| 220 | 02月03日 | そこさく二十歳お祝い会 前半                                 | -              |                                    |
| 221 | 02月10日 | そこさく二十歳お祝い会 後半                                 | -              |                                    |
| 222 | 02月17日 | 櫻坂46 11thシングル「UDAGAWA GENERATION」ヒットキャンペーン | -              |                                    |
| 223 | 02月24日 | 第2回 あるある発表会 前半                                   | -              |                                    |
| 224 | 03月03日 | 第2回 あるある発表会 後半                                   | -              |                                    |
| 225 | 03月10日 | サンキューチャレンジ 前半                                   | -              |                                    |
| 226 | 03月17日 | サンキューチャレンジ 後半                                   | -              |                                    |
| 227 | 03月24日 | 最後の一期生 小池美波の卒業をお祝いしよう！                 | -              | [ 注 45 ]                          |
| 228 | 03月31日 | チーム対抗ウソ演技バトル！前半                              | -              | 1:50 - 2:20の放送（1時間繰り下げ） |
| 229 | 04月07日 | チーム対抗ウソ演技バトル！後半                              | -              |                                    |
| 230 | 04月14日 | 11枚目シングルMV見どころ紹介!                               | -              |                                    |
| 231 | 04月21日 | ツアー直前 櫻坂46のライブを10倍楽しむ方法！前半             | -              |                                    |
| 232 | 04月28日 | ツアー直前 櫻坂46のライブを10倍楽しむ方法！後半             | -              |                                    |
| 233 | 05月05日 | ごはんのおかず-１グランプリ                                 | -              |                                    |
| 234 | 05月12日 | クイズ！三期生に聞きました！前半                            | -              |                                    |
| 235 | 05月19日 | クイズ！三期生に聞きました！後半                            | -              | 1:20 - 1:50の放送（35分繰り下げ）  |
| 236 | 05月26日 | 秘密の話 告白会 12thシングル選抜発表                        | -              |                                    |
| 237 | 06月02日 | 三期生をもっと知ろう！楽屋隠し撮り！                        | -              |                                    |
| 238 | 06月09日 | 買ってもええで！マリーの虎                                  | -              |                                    |
| 239 | 06月16日 | 先輩聞いて！三期生最後のお願い                              | -              |                                    |
| 240 | 06月23日 | 12thシングル「Make or Break」ヒットキャンペーン             | -              | 1:20 - 1:50の放送（35分繰り下げ）  |
| 241 | 06月30日 | ドキドキの初登場！四期生さんいらっしゃい！ 前半             | -              |                                    |
| 242 | 07月07日 | ドキドキの初登場！四期生さんいらっしゃい！ 後半             | -              |                                    |
| 243 | 07月14日 | 顔で伝えろ！表情バトル                                      | -              |                                    |
| 244 | 07月21日 | 小料理「天」                                                | -              | 1:50 - 2:20の放送（60分繰り下げ）  |
| 245 | 07月28日 | 先輩が教える! そこさく1年目ここに気をつけろ!                | -              |                                    |
| 246 | 08月04日 | キリンさんゾウさんバトル 前半                               | -              |                                    |
| 247 | 08月11日 | キリンさんゾウさんバトル 後半                               | -              | 1:50 - 2:20の放送（60分繰り下げ）  |
| 248 | 08月18日 | 私の冠企画プレゼン大会! 前半                                | -              |                                    |

## 放送時間
| 放送期間         | 放送日時         | 放送局     | 対象地域   | 備考   |
| ---------------- | ---------------- | ---------- | ---------- | ------ |
| 2020年10月19日 - | 月曜 0:50 - 1:20 | テレビ東京 | 関東広域圏 | 制作局 |

| 配信開始日                   | 配信時間                       | 配信サイト | 備考      |
| ---------------------------- | ------------------------------ | ---------- | --------- |
| 2021年4月5日 - 2023年3月31日 | 月曜 1:05 配信開始（日曜深夜） | GYAO!      | [ 注 51 ] |
| 2024年4月8日 -               | 月曜 1:20 配信開始（日曜深夜） | Lemino     |           |

番組の休止は年末年始を除いてほとんどないが、スポーツ中継や特別番組が放送されるときは時間繰り下げもしくは休止となる場合がある。

## スタッフ
2024年9月
- 企画 - 秋元康
- ナレーター - 庄司宇芽香[1]
- 構成 - 町田裕章、あないかずひさ、安部裕之、清山智之
- SW - 遠山眞史
- CAM - 横尾暁祥
- VE - 石塚英雄
- 音声 - 宮川康一
- 照明 - 根建勝広
- CG - 萌
- 美術 - 矢野雄一郎
- デザイン - 岡美里
- AC - 塩谷達郎
- アクリル装飾 - 日野直治
- 大道具 - 畠山茂、相原健人
- 電飾 - 奥野透
- アレンジ - 安藤岳
- メイク - アートメイク・トキ
- 音効 - 森山顕仁
- 編集 - 最上昌哉
- MA - 秋山栄美子
- 技術協力 - Zeta、プログレッソ、IMAGICA
- 美術協力 - フジアール
- 衣装協力 - NAIVE MAGIC
- AD - 児玉頼来、渡邉宏佳、油谷大地、白井里緒、石井菜摘、五十嵐秋哉
- AP - 田村奈津季、桑原友香
- ディレクター - 佐々部龍太、髙畠大地、犬飼義啓、田口諒、中村有希、節田紗菜
- プロデューサー - 今野義雄、佐野弘明、長尾真
- 制作協力 - K-max
- 制作著作 - Seed & Flower合同会社

過去のスタッフ
- ディレクター：松本茂之、白野勝敏、木原猛
- AD：安井史織、柴田悠輝、川井浩貴、平間実咲、早野太貴、小山寛太、中村有希、邨谷美紅、小笠原舜
- 電飾 - 下地邦弥
- 大道具：清水愛
- 衣装協力 - GLOVE HOUSE RED、DESERT SNOW、gym master

## ちょこさく
概要
2024年4月8日に、番組本編のLeminoでの配信開始と同時にスタートしたスピンオフ番組。本編には入り切らずカットされた未公開シーンや本編企画の延長戦などが放送される。
放送内容
| 回      | 配信開始日   | 放送内容                                                         | MC                   | 備考                                                                          |
| ------- | ------------ | ---------------------------------------------------------------- | -------------------- | ----------------------------------------------------------------------------- |
| 1 #178  | 04月08日     | 新挨拶をメンバーが考案！                                         | 松田里奈、中嶋優月   | 挨拶は「ちょこっと そこさく！」に決定。ウルフクイーン企画の番外編も行われた。 |
| 2 #179  | 04月15日     | 本当に初めて食べているのは誰だ！                                 | 増本綺良、山﨑天     |                                                                               |
| 3 #180  | 04月22日     | 三期生 私って何キャラ？ランキング 番外編!                        | 武元唯衣、石森璃花   |                                                                               |
| 4 #181  | 04月29日     | ゆるゆるスクープ発表会！                                         | 齋藤冬優花、山下瞳月 |                                                                               |
| 5 #182  | 05月06日     | 三期生 私って何キャラ？ランキング② 番外編                        | 大園玲、田村保乃     |                                                                               |
| 6 #183  | 05月13日     | 三期生 私って何キャラ？ランキング③ 番外編                        | 井上梨名、中嶋優月   |                                                                               |
| 7 #184  | 05月20日     | 澤部フェス後夜祭！ゲーム大会！                                   | 守屋麗奈             |                                                                               |
| 8 #185  | 05月27日     | もっと教えて！プライベートQ&A                                    | 大沼晶保、増本綺良   |                                                                               |
| 9 #186  | 06月03日     | 三期生 私って何キャラ？ランキング④ 番外編                        | 武元唯衣、谷口愛季   |                                                                               |
| 10 #187 | 06月10日     | 先輩にも守らせて！後輩をマモリビトチャレンジ 前半 - 後半         | 大園玲               |                                                                               |
| 11 #188 | 06月17日     | 先輩にも守らせて！後輩をマモリビトチャレンジ 前半 - 後半         | 武元唯衣             |                                                                               |
| 12 #189 | 06月24日     | 9thシングルヒット祈願の裏側を大公開しちゃおう 前半 - 後半        | 遠藤理子、小島凪紗   |                                                                               |
| 13 #190 | 07月1日      | 9thシングルヒット祈願の裏側を大公開しちゃおう 前半 - 後半        | 遠藤理子、小島凪紗   |                                                                               |
| 14 #191 | 07月8日      | 新センター山下瞳月のまだまだ得意なことあんねん！                 | 石森璃花、中嶋優月   |                                                                               |
| 15 #192 | 07月15日     | まだまだあるでしょ！！心の奥底から叫べ！！                       | 守屋麗奈、山﨑天     |                                                                               |
| 16 #193 | 07月22日     | 得意ジャンルでは負けられない！ジャンル王クイズバトル 前半 - 後半 | 井上梨名、小島凪紗   |                                                                               |
| 17 #194 | 07月29日     | 得意ジャンルでは負けられない！ジャンル王クイズバトル 前半 - 後半 | 田村保乃、松田里奈   |                                                                               |
| 18 #195 | 08月05日     | 末っ子VSお姉ちゃん 運動会バトル 前半 - 後半                      | 田村保乃、山﨑天     |                                                                               |
| 19 #196 | 08月12日     | 末っ子VSお姉ちゃん 運動会バトル 前半 - 後半                      | 井上梨名、松田里奈   |                                                                               |
| 20 #197 | 08月19日     | 私たちもやりたい！胸キュン一言選手権                             | 山﨑天、向井純葉     |                                                                               |
| 21 #198 | 08月26日     | もっとキュンキュンしたい！妄想の裏側大公開！                     | 谷口愛季、山下瞳月   |                                                                               |
| 22 #199 | 09月02日     | 土田フェス後夜祭 増本プレゼンツ！キラフェス！                    | 田村保乃、増本綺良   |                                                                               |
| 23 #200 | 09月09日     | バスケ部マネージャー能力チェック                                 | 石森璃花、村井優     |                                                                               |
| 24 #201 | 09月16日     | これなら私も負けへんで! 根拠のない自信バトル                     | 田村保乃、山下瞳月   |                                                                               |
| 25 #202 | 09月23日     | もっと知りたい！プライベートおでかけダイアリー                   | 井上梨名、谷口愛季   |                                                                               |
| 26 #203 | 09月30日     | 井上を楽しませろ! お姉ちゃんご褒美チャンス                       |                      |                                                                               |
| 27 #204 | 10月07日     | 広島ロケ選抜決定戦 前半 - 後半                                   | 向井純葉             |                                                                               |
| 28 #205 | 10月14日     | 広島ロケ選抜決定戦 前半 - 後半                                   | 向井純葉             |                                                                               |
| 29 #206 | 10月21日     | 10thシングルヒット祈願の裏側を大公開しちゃおう〜！               | 齋藤冬優花、大園玲   |                                                                               |
| 30 #207 | 10月28日     | 10thシングルヒット祈願の裏側を大公開しちゃおう〜！               | 田村保乃、村山美羽   |                                                                               |
| 31 #208 | 11月04日     | どんなアイドルになりたいの？穴埋めアンケート！                   | 武元唯衣、遠藤理子   |                                                                               |
| 32 #209 | 11月11日     | 松田プレゼンツ！二期生カラオケパーティー                         |                      |                                                                               |
| 33 #210 | 11月18日     | 同期なら揃って当然！全員一致クイズ！                             | 松田里奈             |                                                                               |
| 34 #211 | 11月25日     | ちょこっと！分け分けチャレンジ！                                 | 武元唯衣、小島凪紗   |                                                                               |
| 35 #212 | 12月02日     | 味覚自己申告シックス延長戦                                       | 齋藤冬優花、山﨑天   |                                                                               |
| 36 #213 | 12月09日     | 9年間お疲れ様! 上村莉菜・齋藤冬優花 卒業式                       | 増本綺良、松田里奈   |                                                                               |
| 37 #214 | 12月16日     | もうすぐ幕内! 2024年櫻坂46ヒット番付 十両編                      | 大園玲、守屋麗奈     |                                                                               |
| 37 #215 | 12月23日     | もうすぐ幕内!2024年櫻坂46 ヒット番付 十両編(2)                   | 増本綺良、中嶋優月   |                                                                               |
| 38 #216 | 2025年1月6日 | 真のもってるクイーン決定戦！                                     | 井上梨名、森田ひかる |                                                                               |
| 39 #217 | 1月13日      | もっとなりたい！へびガールバトル！延長戦！                       | 田村保乃             |                                                                               |
| 40 #218 | 1月20日      | 個人的この○○がすごい！                                           | 森田ひかる、山下瞳月 |                                                                               |
| 41 #219 | 1月27日      | 個人的この○○がすごい！                                           | 山﨑天、的野美青     |                                                                               |
| 42 #220 | 2月3日       | どんな将来になりたいの！？妄想未来年表！                         | 武元唯衣、増本綺良   |                                                                               |
| 43 #221 | 2月10日      | 大人ならできて当たり前チャレンジ！                               | 大園玲、山﨑天       |                                                                               |
| 44 #222 | 2月17日      | 11thシングルヒットキャンペーンの裏側                             | 増本綺良、村山美羽   |                                                                               |
| 45 #223 | 2月24日      | ちょこっとニッチなメンバーあるある発表                           | 井上梨名、守屋麗奈   |                                                                               |
| 46 #224 | 3月3日       | ちょこっとニッチなメンバーあるある発表                           | 田村保乃、松田里奈   |                                                                               |
| 47 #225 | 3月10日      | あの時はサンキュー！エピソードクイズ                             | 増本綺良、村山美羽   |                                                                               |
| 48 #226 | 3月17日      | あの時はサンキュー！エピソードクイズ                             | 井上梨名、幸阪茉里乃 |                                                                               |
| 49 #227 | 3月24日      | 感謝の気持ちを伝えたい 小池美波 最後の握手会                     | 増本綺良、松田里奈   |                                                                               |
| 50 #228 | 3月31日      | ウソで危機回避！1人ウソ小芝居                                    | 藤吉夏鈴、山﨑天     |                                                                               |
| 51 #229 | 4月7日       | 真実を見抜け！演技見破りバトル！                                 | 小島凪紗             |                                                                               |
| 52 #230 | 4月14日      | 11thシングル MVの裏側紹介もうちょこっとやるしかないじゃん！      | 森田ひかる、中嶋優月 |                                                                               |
| 53 #231 | 4月21日      | ツアー直前！神演出でライブモチベ高めよや～！                     | 的野美青、村井優     |                                                                               |
| 54 #232 | 4月28日      | これも語らせて！私のライブ推しシーン！                           | 井上梨名、村山美羽   |                                                                               |
| 55 #233 | 5月5日       | ちょこっとアレンジ-1GP                                           | 井上梨名、村井優     |                                                                               |
| 56 #234 | 5月12日      | チーム対抗！三期生アンケート穴埋めクイズ                         | 石森璃花、中嶋優月   |                                                                               |
| 57 #235 | 5月19日      | まだまだあります！クイズ！三期生に聞きました！                   | 的野美青、谷口愛季   |                                                                               |
| 58 #236 | 5月26日      | ちょこっと！と言わずまだまだ秘密の話暴露しようや～               | 大沼晶保、山﨑天     |                                                                               |
| 59 #237 | 6月2日       | 三期生のことわかってるクイーン決定戦                             | 武元唯衣、石森璃花   |                                                                               |
| 60 #238 | 6月9日       | マリーの虎 Special Edition                                       | 山﨑天               |                                                                               |
| 61 #239 | 6月16日      | まだまだ聞いて！三期生本当に最後のお願い！                       | 田村保乃、石森璃花   |                                                                               |
| 62 #240 | 6月23日      | 12thシングルヒットキャンペーンの裏側を大公開しちゃおう！         | 田村保乃、山﨑天     |                                                                               |
| 63 #241 | 6月30日      | まだまだあります！四期生さんいらっしゃい！番外編                 | 井上梨名、小島凪紗   |                                                                               |
| 64 #242 | 7月7日       | まだまだあります！四期生さんいらっしゃい！番外編                 | 武元唯衣、中嶋優月   |                                                                               |
| 65 #243 | 7月14日      | 顔で伝えろ！表情バトル延長戦                                     | 大園玲、遠藤理子     |                                                                               |
| 66 #244 | 7月21日      | 小料理「天」                                                     | 山﨑天               |                                                                               |
| 67 #245 | 7月28日      | 先輩が教える!そこさく1年目ここに気をつけろ! 番外編               | 松田里奈、中嶋優月   |                                                                               |
| 68 #246 | 8月4日       | キリンさんvsゾウさん 一足先に強いほう決めちゃうぞ☆               | 森田ひかる、山﨑天   |                                                                               |
| 69 #247 | 8月11日      | きらこプレゼンツ！増本動物園                                     | 井上梨名、増本綺良   |                                                                               |

## 関連グッズ
| リリース日     | タイトル                                          | レーベル     | 規格品番 | 収録回                      | 副音声                         |
| -------------- | ------------------------------------------------- | ------------ | -------- | --------------------------- | ------------------------------ |
| 2024年1月24日  | そこ曲がったら、櫻坂？ 田村保乃編                 | Sony Records | SRXW-66  | #19 #20 #47・48 #67 #68     | 大園玲、田村保乃、増本綺良     |
| 2024年1月24日  | そこ曲がったら、櫻坂？ 藤吉夏鈴編                 | Sony Records | SRXW-67  | #5 #6 #57 #65 #66           | 井上梨名、大沼晶保、藤吉夏鈴   |
| 2024年1月24日  | そこ曲がったら、櫻坂？ 森田ひかる編               | Sony Records | SRXW-68  | #4 #83 #90 #91 #92          | 松田里奈、森田ひかる、守屋麗奈 |
| 2024年1月24日  | そこ曲がったら、櫻坂？ 山﨑天編                   | Sony Records | SRXW-69  | #21 #22 #32 #33 #34         | 幸阪茉里乃、武元唯衣、山﨑天   |
| 2024年1月24日  | そこ曲がったら、櫻坂？ 卒業生編』                 | Sony Records | SRXW-56  | #81 #82 #85 #103 #104       | 上村莉菜、小林由依、齋藤冬優花 |
| 2024年12月28日 | そこ曲がったら、櫻坂？ そこさくはじまり物語編     | Sony Records | SRXW-77  | #1 #2 #3 #9 #10             | 大園玲、松田里奈、守屋麗奈     |
| 2024年12月28日 | そこ曲がったら、櫻坂？ そこさく二期生無双編       | Sony Records | SRXW-78  | #55 #56 #86 #96 #98         | 井上梨名、田村保乃、森田ひかる |
| 2024年12月28日 | そこ曲がったら、櫻坂？ そこさく三期生スペシャル編 | Sony Records | SRXW-79  | #122 #123 #124 #134 #135    | 谷口愛季、向井純葉、山下瞳月   |
| 2024年12月28日 | そこ曲がったら、櫻坂？ そこさく体育祭編           | Sony Records | SRXW-80  | #60 #61 #131 #150 #151      | 増本綺良、中嶋優月、村井優     |
| 2024年12月28日 | そこ曲がったら、櫻坂？ そこさく頭脳祭り編         | Sony Records | SRXW-81  | #87 #88 #140 #141 #156 #157 | 武元唯衣、山﨑天、村山美羽     |

## 関連番組
- 「そこ曲がったら、櫻坂」 見逃し配信スタート特番 そこさく大百科事典

GYAO!より配信された特別番組。配信期間は2021年3月18日から2023年3月17日。
- GYAO!特別回！櫻坂46メンバーが選ぶ「そこ曲がったら櫻坂？」傑作選 SP

GYAO!より配信された特別番組。配信期間は2022年3月2日から。
- 見逃し配信スタート記念 全国そこさく開花宣言!!

Leminoより配信された特別番組。配信期間は2024年3月22日から。